# عرنايا
عرنابا أو عرنايا هي إحدى القرى اللبنانية من قرى قضاء صيدا في محافظة الجنوب.